# Macroteleia carinata
Macroteleia carinata – gatunek błonkówki z rodziny Scelionidae.

## Budowa ciała
Osiąga 4,5 - 7 mm długości.

## Zasięg występowania
Ameryka Północna i Południowa. Występuje na obszarze od wsch. USA na płn. po Brazylię na płd.